# Govore mi mnogi ljudi
Govore mi mnogi ljudi je treći album hrvatskog pjevača Dražena Zečića. Album je 1993. godine objavila diskografska kuća Croatia Records.
Većinu pjesama skladao je Dražen Zečić te je pjesmu "Ne plači, crna ženo" skladao zajedno s Petrom Džajom. Stihove za pjesme napisali su Bratislav Zlatanović, Dražen Zečić i Mihael Budimir te su ih aranžirali Ante Lasan Toni i Remi Kazinoti.

## Popis pjesama
- Govore mi mnogi ljudi
- Prošao sam i suze i bol
- Idi svijetom
- Ako je sretneš
- Ne plači, crna ženo
- Bijeli veo
- Lako je otići, draga
- Opraštam se noćas
- Od nikoga milost neću
- Kad se sjetim

Pjesmom Govore mi mnogi ljudi Zečić je pobijedio na Splitskom festivalu.
Ovaj album je polučio uspješnice „Govore mi mnogi ljudi” i „Ne plači, crna ženo”.

## Vanjske poveznice
- Diskografija